# Au Cap
El districte d'Au Cap és un dels 25 districtes administratius de l'arxipèlag de les Seychelles. Au Cap està situat a la costa est de l'illa de Mahé. Històricament el districte ha estat conegut amb el nom de Anse Louis, ja que no va ser fins al 1998 quan es va decidir canviar el nom per l'actual. Au Cap té una extensió de 8 km² i segons el cens de població fet l'any 2002 hi resideixen 3.000 habitants de forma permanent.